# Râul Napo

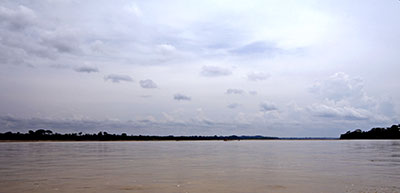
Râul Napo

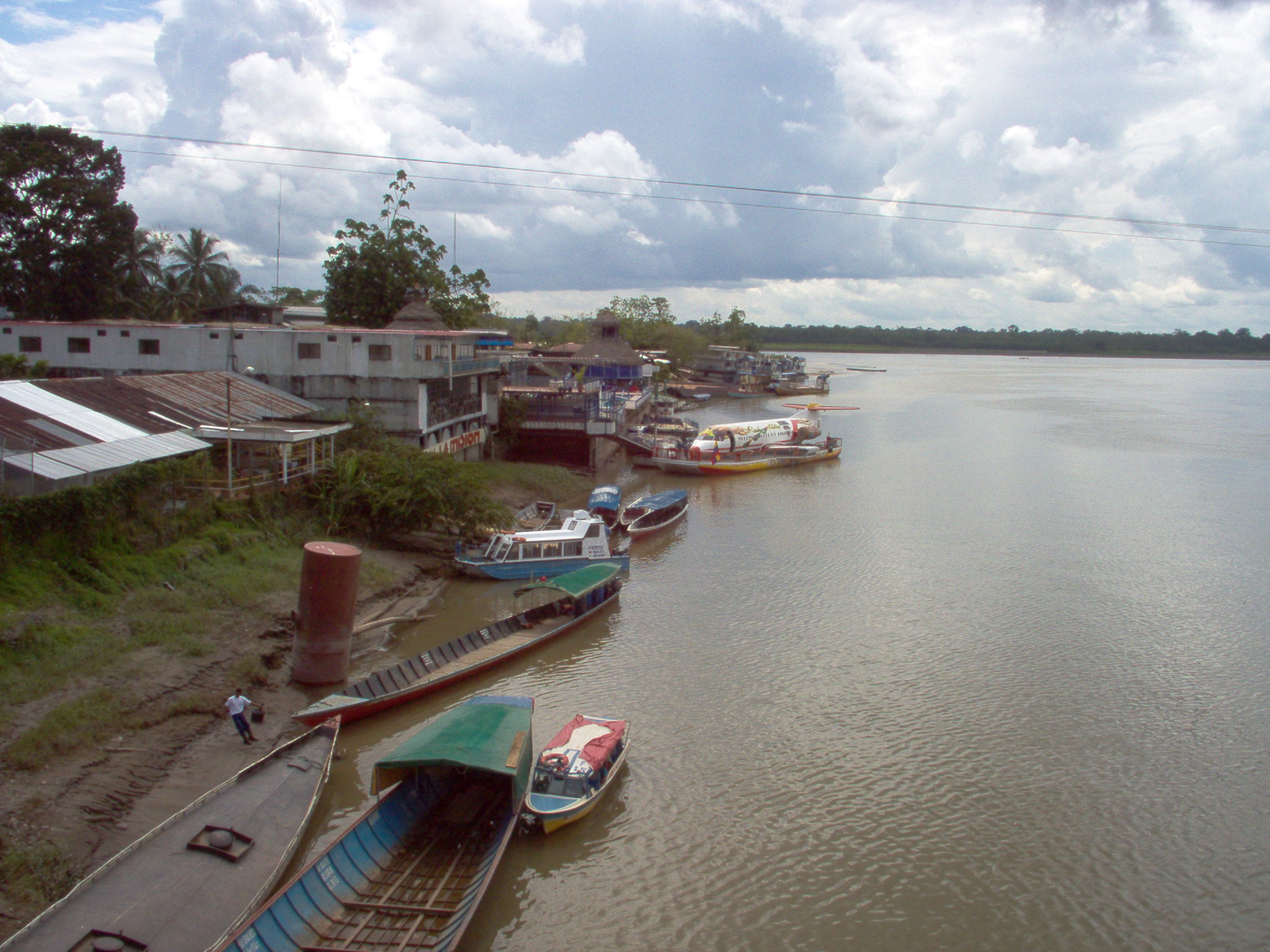
Rio Napo la Francisco de Orellana (Ecuador)

Rio Napo, localizare

Râul Napo (în portugheză Rio Napo) este un râu tributar Amazonului, cu o lungime de 1480 km, care curge pe partea vestică a versanților vulcanilor Antisana, Sincholagua și Cotopaxi. Acești vulcani formează bazinul Amazonului din Peru și Ecuador. Rio Napo se varsă la Puerto Francisco de Orellana în Amazon. Înainte de ajunge în regiunea bazinului Amazon, Napo se formează în Anzi prin confluarea pâraielor rezultate din topirea ghețarilor, pe cursul său superior mai fiind numit și (Jatunyacu - Apa Mare), fluviul fiind numit Napo, la Puerto Napo, după confluarea lui Napo Superior cu Napo Inferior. De aici cursul lui are direcția nord-est, primește apele afluentului de stânga Coca (El Coca). Își schimbă direcția spre est și formează granița naturală dintre Ecuador și Peru, unde primește apele lui Aguarico, care are izvorul la poalele vulcanului Cayambe. Napo travesează spre sud statul Peru primind la Cucuray apele lui Curaray. Pe teritoriul provinciei Maynas din Peru se varsă în Amazon. Fluviul a fost dscoperit în anul 1541 de o expediție aflată sub conducerea lui Francisco de Orellana, care era în căutarea regiunii aurifere legendare Eldorado. Rio Napo a fost cartografiat între anii  1637–1639 de portughezul Pedro Texeira. Rio Napo este navigabil pentru vase fluviale până la granița Peru-Ecuador (Cabo Pantoja/Rocafuerte), cu lanchas (vase fluviale lente cu mai multe punți suprapuse pe care se poate dormi în hamacul personal), dar există și șalupe rapide care ajung până la Santa Clotilde, jumătatea drumului dintre portul Iquitos (Peru) și granița cu Ecuador. Alternativ, de la Iquitos se poate ajunge la Mazán cu o barcă rapidă (sub 1 oră), după care, cu încă o barcă rapidă (4 ore) la Santa Clotilde, de unde se poate aștepta vaporul care vine de la Iquitos cu destinația Cabo Pantoja. Aceeastă variantă poate reduce timpul de deplasare. Un drum dus de la Iquitos (Peru) până la granița cu Ecuador (Cabo Pantoja) pe Rio Napo, cu vaporul, durează în medie 8-10 zile. De la Cabo Pantoja (punctul de frontieră peruan) se poate închiria o canoe pentru a ajunge (aproximativ 2 ore)  la Rocafuerte (punctul de frontieră ecuadorian). De la Rocafuerte există colectivos (bărci cu o capacitate de aproximativ 20 de pasageri) care ajung la portul ecuadorian Francisco de Orellana, de unde se pot lua autobuze spre interiorul Ecuadorului. Călătorii care doresc să parcurgă ruta descrisă trebuie să dețină un hamac în care să poată dormi pe puntea vaporului. 